# 麻袋
麻袋（あさぶくろ、gunny sack、gunny bag）は、ジュート（Jute）などの麻の繊維を編んで作る袋。俗に、ドンゴロス (dungaree) 、南京袋（ナンキンぶくろ）とも呼ばれる。「またい」と読まれることもある。

## 概要

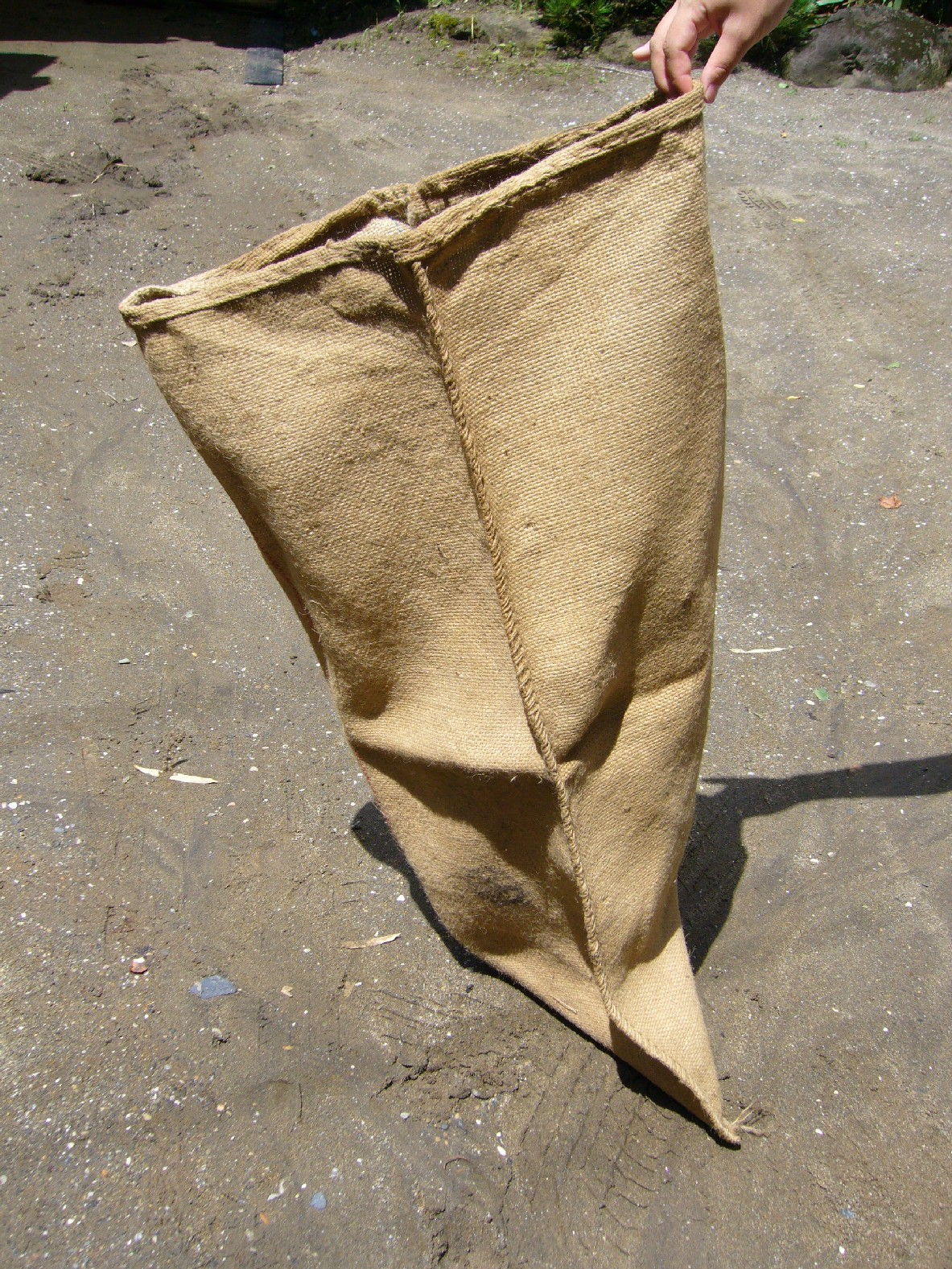
麻袋

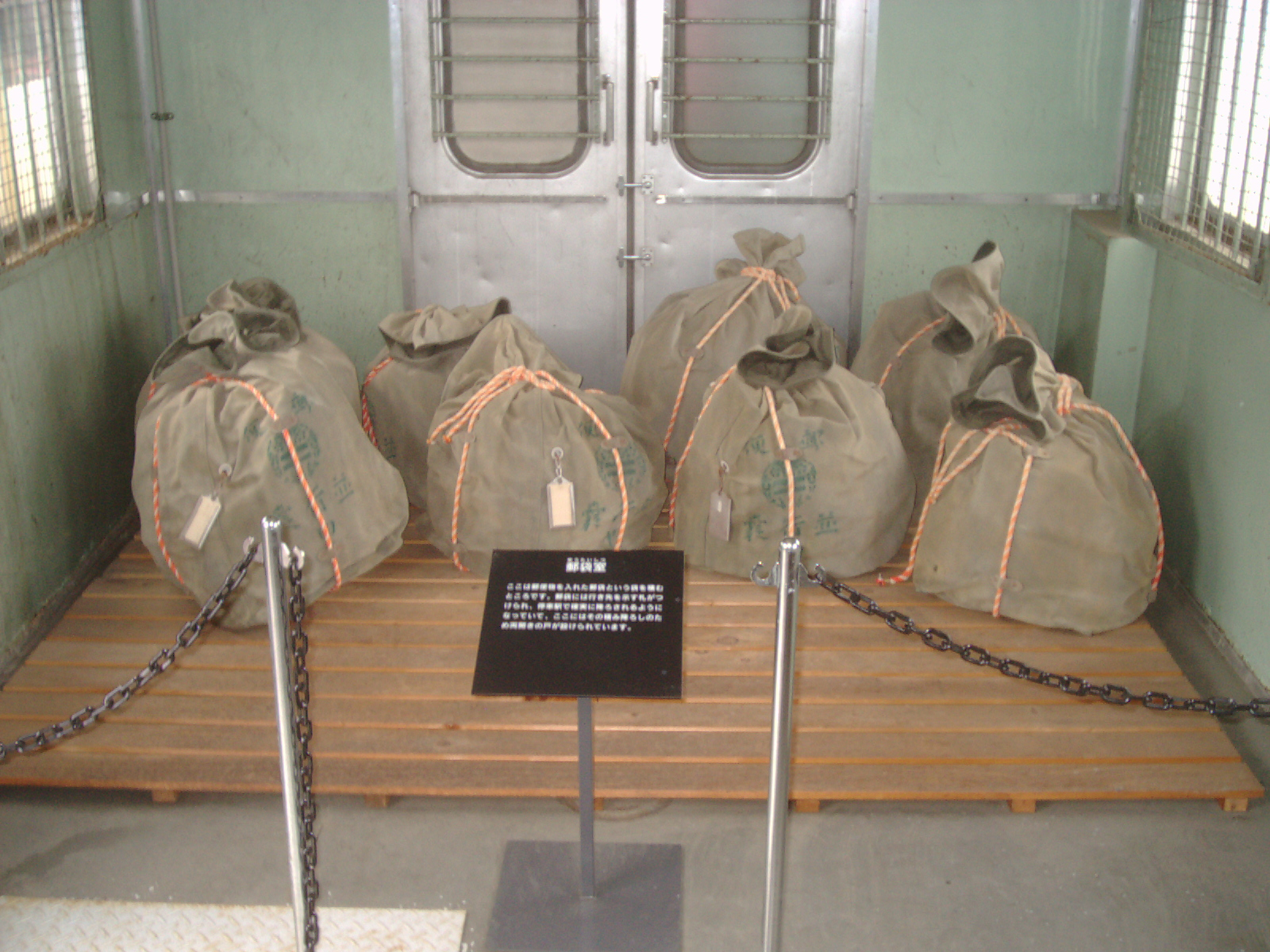
郵便車（スユニ50）内部の郵袋置き場 小樽交通記念館にて

大型の丈夫な布袋という性質を活かし、古くから穀物、農産物や郵便物を入れたり、土嚢作りの資材などに使われてきた。
麻袋は丈夫で、水分を含んだ重い物を入れることができ、摩擦にも強いため、荷物輸送の様な反復使用に用いたり、中古の麻袋を別の容器に転用する再利用のほか、袋ではなく厚みのある緩衝材としての機能を活かし、建築工事において資材の養生用のクッション代わりに使う事例もしばしば見られる。
原料の麻布（hessian、burlap）は丈夫なため、古くから使われてきたが、材質の改良により、クラフト紙袋やポリエチレン製のクロス袋（PP woven bag）などにとって代わられつつある。英語では、合成繊維製でもgunny sackと呼ばれる。郵便物を入れるための袋（内部での郵便物の輸送用に使われる）は、郵袋というが、綿のものもある。
別名のドンゴロスは、粗い綿布（デニム）を指す英語のdungaree（ダンガリー）からの転訛と言われる。

## 大きさ
日本国外で農業用に使う麻袋は、およそ100ポンドか50キログラム程度の農作物を詰められるようにしていることが多い。
日本では労働安全衛生法で重量物作業の取扱重量の限度が定められているため、成人男子が一人で持つことが可能とされる重さの総重量である30キログラム未満にしていることが多い。

## 利点
- 丈夫で、繰り返しの使用や乱暴な取り扱いに耐える。手鈎でひっかけられても破れにくい。
- 天然繊維で作られているため、総合的な環境負担が低い。
- 石油工業や製紙工業が発達していない地域でも製造しやすい。
- 麻の繊維自体は毒性がなく、食品（穀物、豆類など）のバラ詰めにも安全に使える。
- 通気性があり、農作物の変質を防げる。
- 穀物等の輸送容器として大量に流通しているため、使用済みの空袋を廉価に購入でき、二次利用が容易である。

## 欠点
- 気密性・水密性には乏しい。水濡れすると、中まで浸水してしまう。また、周辺に臭気の発生源があると、中身への臭気移りを防げない。
- 紙などと比べると、印刷・表示がしづらく、意匠性をもたせにくい。ステンシルによる文字・マークの表記が多く行われるが、細密な印字は困難である。しかし、その素っ気なさや素朴さを却って一種のファッションと見なし、デザインの素材に用いる事例もある。
- 繊維が荒いため、運搬中に手指を痛めやすい。人手で扱う場合には手袋を填めて取り扱う方が安全である。